# Eucanaã Ferraz
Eucanaã Ferraz (Rio de Janeiro, 18 de Maio de 1961) é um poeta brasileiro.
Publicou, entre outros, os livros de poemas Desassombro (7 Letras, 2002 - Prêmio Alphonsus de Guimaraens, da Fundação Biblioteca Nacional, melhor livro de poesia de 2002), Rua do mundo (Companhia das Letras, 2004), Cinemateca (Companhia das Letras, 2008), Sentimental (Companhia das Letras, 2012 - Prêmio Portugal Telecom 2013) e Escuta (Companhia das Letras, 2015): para o público infanto-juvenil, Poemas da Iara (Língua Geral, 2008), Bicho de sete cabeças e outros seres fantásticos (Companhia das Letrinhas, 2009), Palhaço, macaco, passarinho (Prêmio Ofélia Fontes, pela Fundação Nacional do Livro Infantil e Juvenil, o Melhor livro para a criança de 2011). 
Organizou, entre outros, os livros de Caetano Veloso, Letra só (Quasi Edições, 2001; Companhia das Letras, 2003) e O mundo não é chato (Companhia das Letras, 2005); reuniu poemas e letras de canção na antologia Veneno antimonotonia (Objetiva, 2005); após preparar a Poesia completa e prosa de Vinicius de Moraes (Nova Aguilar, 2004), passou a coordenar a edição das obras do poeta para a Companhia das Letras. Publicou, na coleção Folha Explica, o volume Vinicius de Moraes (Publifolha, 2006). 
Professor de Literatura Brasileira na Faculdade de Letras da Universidade Federal do Rio de Janeiro – UFRJ, desde 2010 atua como consultor de literatura do Instituto Moreira Salles, São Paulo, onde elabora publicações, exposições, debates, cursos e espetáculos.

## Obras
Poesia
- Livro primeiro. Rio de Janeiro: Edição do autor, 1990.
- Martelo. Rio de Janeiro: Sette Letras, 1997.
- Desassombro. Quasi Edições: Portugal, Vila Nova de Famalicão: 2001; Rio de Janeiro: 7Letras, 2002 (Prêmio Alphonsus de *Guimaraens, da Fundação Biblioteca Nacional).
- Rua do mundo. São Paulo: Companhia das Letras, 2004.
- Cinemateca. São Paulo: Companhia das Letras, 2008 (Prêmio Jabuti).
- Sentimental. São Paulo: Companhia das Letras, 2012 (Prêmio Portugal Telecom de Poesia).
- Escuta. São Paulo: Companhia das Letras, 2015.
- Trenitalia. Rio de Janeiro: 7letras, 2016.
- Poesia (1990 - 2016). Prefácio de Carlos Mendes de Sousa. Lisboa: Imprensa Nacional - Casa da Moeda, 2016.
- Retratos com erro. São Paulo: Companhia das Letras, 2019; Lisboa: Tinta-da-china, 2019.

Infantojuvenil
- Poemas da Iara. Ilustrações de André Sandoval. Rio de Janeiro: Língua Geral, 2008.
- Bicho de sete cabeças e outros seres fantásticos. Ilustrações de André da Loba. São Paulo: Companhia das Letrinhas, 2009.
- Palhaço, macaco, passarinho. Ilustrações de Jaguar. São Paulo: Companhia das Letrinhas, 2010. (Prêmio Ofélia Fontes, pela Fundação Nacional do Livro Infantil e Juvenil, Melhor Livro para a Criança).
- Água sim. Ilustrações de André Sandoval. São Paulo: Companhia das Letrinhas, 2011.
- Em cima daquela serra. Ilustrações de Yara Kono. São Paulo: Companhia das Letrinhas, 2013.
- Cada coisa. Ilustrações de Eucanaã Ferraz e Raul Loureiro. São Paulo: Companhia das Letrinhas, 2016.

Ensaio
- Vinicius de Moraes. São Paulo: Publifolha, coleção Folha Explica, 2006.
- Drummond, Caricaturista (eBook Kindle), Rio de Janeiro: e-galáxia, 2016.

Organização de edições
- Letra só – Caetano Veloso. Quasi Edições: Portugal, Vila Nova de Famalicão: 2001.
- Cinema – Vinicius de Moraes. Lisboa: O Independente, 2004.
- Poesia completa e prosa de Vinicius de Moraes. Rio de Janeiro: Nova Aguilar, 2004.
- O mundo não é chato – Caetano Veloso. São Paulo: Companhia das Letras, 2005.
- Veneno antimonotonia – Vários. Rio de Janeiro: Objetiva, 2005.
- Poemas esparsos – Vinicius de Moraes. São Paulo: Companhia das Letras, 2008.
- Vinicius menino – Vinicius de Moraes. Ilustrações de Marcelo Cipis. São Paulo: Companhia das Letras, 2009.
- Alguma poesia: o livro em seu tempo – Carlos Drummond de Andrade. São Paulo: Instituto Moreira Salles, 2010.
- Uma pedra no meio do caminho; biografia de um poema (edição ampliada) – Carlos Drummond de Andrade. São Paulo: Instituto Moreira Salles, 2010.
- Forma e exegese e Ariana, a mulher – Vinicius de Moraes. São Paulo: Companhia das Letras, 2011.
- A lua no cinema – Vários. Ilustrações de Fabio Zimbres. São Paulo: Companhia das Letras, 2011.
- Fayga Ostrower ilustradora. São Paulo: Instituto Moreira Salles, 2011 (Prêmio Jabuti).
- Versos de circunstância – Carlos Drummond de Andrade. São Paulo: Instituto Moreira Salles, 2011.
- Jazz & Co – Vinicius de Moraes. São Paulo: Companhia das Letras, 2013.
- Livro de letras – Vinicius de Moraes. São Paulo: Companhia das Letras, 2015.
- Drummond: jogo e confissão. Ensaios de Marlene de Castro Correia. São Paulo: Instituto Moreira Salles, 2015.
- Inconfissões: fotobiografia de Ana Cristina Cesar. São Paulo: Instituto Moreira Salles, 2016.
- Pra que é que serve uma canção como essa? – Adriana Calcanhotto. Rio de Janeiro: Bazar do Tempo, 2016.
- Todo amor – Vinicius de Moraes. São Paulo: Companhia das Letras, 2017.
- Coral e outros poemas – Sophia de Mello Breyner Andresen. São Paulo: Companhia das Letras, 2018.

DVD
- Consideração do poema – concepção, seleção de poemas e direção, com Gustavo Rosa de Moura e Flávio Moura. São Paulo: Instituto Moreira Salles, 2012.
- Vida e verso de Carlos Drummond de Andrade – uma leitura. Direção e roteiro. São Paulo: Instituto Moreira Salles, 2014.